# Torneo femenino de béisbol en los Juegos Panamericanos de 2015
El torneo femenino de béisbol en los Juegos Panamericanos de 2015 se celebró del 20 al 26 de julio. La sede de los juegos fue el parque de pelota Pan Am ubicado en la ciudad de Ajax, Ontario, Canadá. Participaron cinco selecciones nacionales del continente americano. Era el primer certamen de béisbol para mujeres en la historia de los Juegos Panamericanos. Estados Unidos ganó la medalla de oro, mientras que Canadá y Venezuela completaron el podio con las medallas de plata y bronce respectivamente.

## Equipos
A continuación las vías de clasificación y las selecciones participantes:
| Evento                                         | Fechas                  | Plazas | Lugar del evento     | Clasificado (s)                           |
| ---------------------------------------------- | ----------------------- | ------ | -------------------- | ----------------------------------------- |
| País local                                     | -                       | 1      | -                    | Canadá                                    |
| Campeonato de Béisbol Femenino de las Américas | 8 - 12 de marzo de 2015 | 4      | República Dominicana | Estados Unidos Venezuela Cuba Puerto Rico |
| TOTAL                                          |                         | 5      |                      | 5                                         |

## Sistema de competencia
El torneo consistió de una ronda preliminar en la que los cinco equipos jugaron todos contra todos a una sola vuelta. El  equipo con la mejor marca de triunfos clasificó a la final, mientras que el segundo y tercer puesto disputaron una semifinal, en la que el ganador pasó a la final para disputar la medalla de oro, y el perdedor se agenció la medalla de bronce.
De acuerdo a las normas técnicas y organizativas de la WBSC, si dos equipos terminaban empatados en una posición, el primer criterio de desempate fue a favor del equipo ganador en el enfrentamiento entre las selecciones involucradas. En caso de que fueran tres o más equipos empatados, se resolvió aplicando los siguientes criterios de forma sucesiva, si el anterior no es suficiente: mayor TQB; mayor  ER-TQB; mayor porcentaje de bateo; por sorteo.

## Resultados

### Ronda preliminar

#### Posiciones
| Pos | Equipo         | JG | JP | PCT  | JV | Desempate |
| --- | -------------- | -- | -- | ---- | -- | --------- |
| 1   | Estados Unidos | 4  | 0  | 1000 | -  | -         |
| 2   | Canadá         | 3  | 1  | ,750 | 1  | -         |
| 3   | Venezuela      | 2  | 2  | ,500 | 2  | -         |
| 4   | Puerto Rico    | 1  | 3  | ,250 | 3  | -         |
| 5   | Cuba           | 0  | 4  | 000  | 4  | -         |

|  |                                                     |
|  | Clasifica a la final (juego por la medalla de oro). |
|  | Clasifica a la semifinal.                           |

#### Primera jornada
| Fecha                  | Visita    | Resultado | Local          | Estadio | Tiempo   | Reporte |
| ---------------------- | --------- | --------- | -------------- | ------- | -------- | ------- |
| 20 de julio            | Venezuela | 6 - 10    | Estados Unidos | Pan Am  | 2 h 42 m | Reporte |
| 20 de julio            | Canadá    | 13 - 1    | Cuba           | Pan Am  | 2 h 27 m | Reporte |
| Día libre: Puerto Rico |           |           |                |         |          |         |

#### Segunda jornada
| Fecha                     | Visita | Resultado | Local       | Estadio | Tiempo   | Reporte |
| ------------------------- | ------ | --------- | ----------- | ------- | -------- | ------- |
| 21 de julio               | Cuba   | 5 - 6     | Puerto Rico | Pan Am  | 3 h 5 m  | Reporte |
| 21 de julio               | Canadá | 9 - 3     | Venezuela   | Pan Am  | 2 h 14 m | Reporte |
| Día libre: Estados Unidos |        |           |             |         |          |         |

#### Tercera jornada
| Fecha                | Visita      | Resultado | Local          | Estadio | Tiempo   | Reporte |
| -------------------- | ----------- | --------- | -------------- | ------- | -------- | ------- |
| 22 de julio          | Puerto Rico | 2 - 3     | Canadá         | Pan Am  | 2 h 28 m | Reporte |
| 22 de julio          | Cuba        | 0 - 11    | Estados Unidos | Pan Am  | 1 h 35   | Reporte |
| Día libre: Venezuela |             |           |                |         |          |         |

#### Cuarta jornada
| Fecha             | Visita         | Resultado | Local       | Estadio | Tiempo   | Reporte |
| ----------------- | -------------- | --------- | ----------- | ------- | -------- | ------- |
| 23 de julio       | Venezuela      | 13 - 2    | Cuba        | Pan Am  | 2 h 12 m | Reporte |
| 23 de julio       | Estados Unidos | 9 - 0     | Puerto Rico | Pan Am  | 2 h 2m   | Reporte |
| Día libre: Canadá |                |           |             |         |          |         |

#### Quinta jornada
| Fecha           | Visita         | Resultado | Local     | Estadio | Tiempo   | Reporte |
| --------------- | -------------- | --------- | --------- | ------- | -------- | ------- |
| 24 de julio     | Puerto Rico    | 9 - 10    | Venezuela | Pan Am  | 3 h 18 m | Reporte |
| 24 de julio     | Estados Unidos | 3 - 1     | Canadá    | Pan Am  | 1 h 53 m | Reporte |
| Día libre: Cuba |                |           |           |         |          |         |

### Ronda final

#### Semifinal
El ganador de este juego clasifica a la final, el perdedor se agencia la medalla de bronce.
| Fecha       | Visita    | Resultado | Local  | Estadio | Tiempo | Reporte |
| ----------- | --------- | --------- | ------ | ------- | ------ | ------- |
| 25 de julio | Venezuela | 1 - 6     | Canadá | Pan Am  | 2 h    | Reporte |

#### Juego por la medalla de oro
| Fecha       | Visita | Resultado | Local          | Estadio | Tiempo   | Reporte |
| ----------- | ------ | --------- | -------------- | ------- | -------- | ------- |
| 26 de julio | Canadá | 3 - 11    | Estados Unidos | Pan Am  | 2 h 36 m | Reporte |

## Medallero
| Evento                       | Oro            | Plata  | Bronce    |
| ---------------------------- | -------------- | ------ | --------- |
| Torneo de béisbol (femenino) | Estados Unidos | Canadá | Venezuela |